# Centro de Documentación y Recursos Feministas de Vigo
El Centro de documentación y recursos feministas de Vigo alberga una de las colecciones más amplias de libros de temas feministas en España. Se creó en 2010, está ubicado en la segunda planta de la Biblioteca Pública de Vigo Juan Compañel. Depende de la Concejalía de Igualdad del Ayuntamiento de Vigo.

## Historia
Fue inaugurado el 25 de marzo de 2010 y se creó a partir de los 8.500 títulos, 150 revistas y 930 piezas audiovisuales recopilados durante 25 años por el Grupo de Estudios de la Condición de la Mujer-Alecrín. A este material que data desde los años 80 se suma el fondo documental de la Concejalía de Igualdad del Ayuntamiento de Vigo.

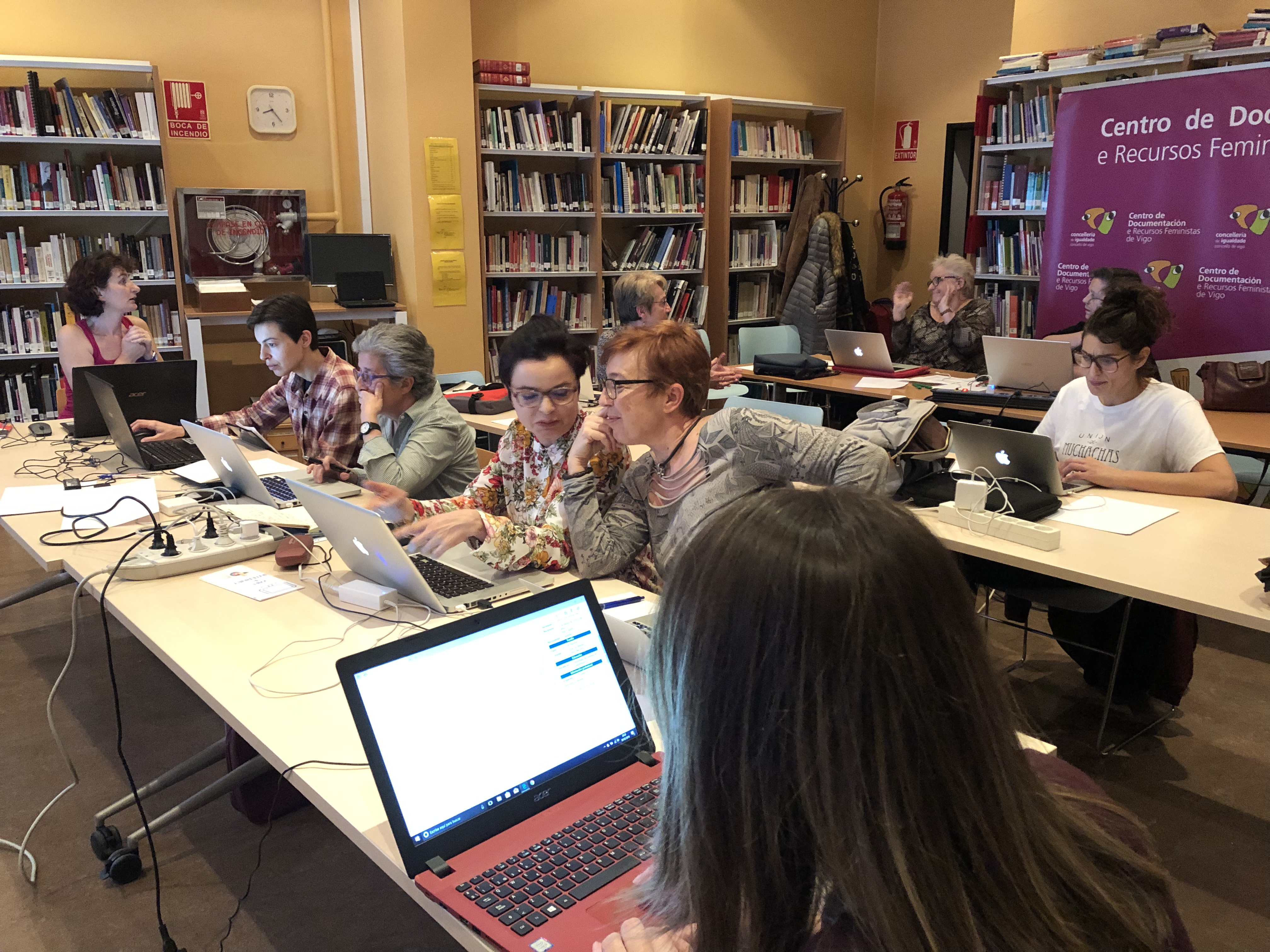
Taller Wikimulleres, aprendiendo a editar en la Wikipedia en español y en la Wikipedia en gallego. Febrero de 2019

## Actividades
El centro de documentación, ubicado en la Biblioteca Pública de Vigo Juan Compañel es un servicio de gestión de información, documentación y materiales de trabajo sobre mujer, género e igualdad dirigido al público en general o al personal especializado.
Además de los servicios de atención directa o telemática, sala de lectura, préstamo y asesoramiento documental, el centro realiza actividades de extensión cultural, exposiciones, animación, lectura, charlas, debates y talleres.
La biblioteca forma parte de la Red de Centros de Documentación y Bibliotecas de Mujeres de España.